# Палац латинських архієпископів
Палац латинських архієпископів — житловий будинок на площі Ринок, 9 у Львові. Пам’ятка архітектури національного значення в комплексі (охоронний номер 326/8).

## Історія
Ділянку під будівництво палацу архієпископів правитель Королівства Русі — князь Владислав Опольчик подарував у 1375 (або 1376) році латинському єпископу Матвію з Егера. З того часу ділянка («ґрунт») та будинки на ній належали католицьким архієпископам. У XIV столітті місто не поспішало віддавати ділянку Галицькому архієпископу РКЦ Бернарду, який наклав на Львів інтердикт — заборону відправляти релігійні обряди, потім відлучив місто від церкви. Львів'яни поскаржились Папі, який відлучив Бернарда від церкви. Інтердикт та відлучення зняв латинський архієпископ Перемишля Ерік.
Будинки на цьому місці стояли з XIV століття. В 1405 і 1420 роках тут мешкав великий князь Свидригайло, якого приймали вином і дарунками.
Відомо, що існував будинок у 1527–1634 роках.
Сучасний будинок, який ще називають «архієпископський палац», був зведений за сприяння латинського архієпископа Львова Станіслава Ґроховського на місці попередніх у 1634 році (Гроховський відмовлявся відбути «інгрес» на посаду архієпископа, поки не завершили коштовні роботи з оформлення фасаду палацу) і займає дві ділянки (архітектор Ян Покорович). Протягом століть був помешканням королів Польщі.
В XVII ст. це була одна з найпишніших кам'яниць, що належала латинським архієпископам.
У 1872 р. за проектом архітектора Вінцентія Равського (Wincenty Rawski) реконструйовано третій поверх тильної кам'яниці від вул. Бляхарської, 16 (сучасна вул. І. Федорова) за рахунок його підняття та використання дахового простору. Після реконструкції тут містилася мала римо-католицька семінарія для хлопців. Тоді ж, у 1872 р. був створений проект на влаштування друкарської майстерні в офіцині будинку з лівого боку (власник Домінік Ігнатій Леваковський (Dominik Ignacy Lewakowski).
У цьому ж 1872 р. архітектор Вінцентій Равський виконав проект реконструкції в'їздових сіней у кам'яниці на пл. Ринок, 9 та влаштування тут на першому поверсі крамниці. У 1888 р. за проєктом архітектора Івана Левинського проводиться реконструкція туалетів тильної кам'яниці. У 1891–1894 рр. у будинку влаштовують водопровід, каналізацію та встановлюються туалети системи "Moraus". 
У 1914 р. проводиться реконструкція приміщень першого поверху у будинку на пл. Ринок, 9 (проект будівничого Міхала Кустановича (Michał Kustanowicz), який був погоджений 13 квітня цього ж року Гроном консерваторів Східної Галичини (Grono Konserwatorów Galicyi Wschodniej).
Остання реставрація проводилася у 1980-их. Станом на квітень 2014 року, наявні тріщини в зовнішньому тинькуванні.
У 2021 році – проведено реставрацію вхідної брами в межах міської програми співфінансування від Бюро спадщини управління охорони історичного середовища.
У 1844 р. будинок купив архієпископ Ф. Піштек і передав його після реконструкції 1845 р. з надбудовою четвертого поверху католицькій семінарії , яка віддала частину приміщень в оренду. Але переважно будинок винаймали друкарні. 1872 р. облаштовано житлові квартири і семінарію, яка мала власну бібліотеку. У польський період тут містилася нова друкарня Беднарського, магазин бакалійних товарів Лянгнера та продаж фортепіано Кубеши. У 1909-1914 рр. тут містилися Чиновницьке казино і водночас – клуб англійців, що мешкали у Львові – «Англійське коло». В 1912 р. тут відбулися перші збори Товариства українських есперантистів у Львові. Упродовж усієї історії свого існування і до 1939 р. цей палац був власністю Римо-католицької церкви.

Після 2-ої світової війни – спочатку кравецьке ательє 1-го розряду військовослужбовців і продовольча база військторгу ПрикВо, потім від 1957 р. була відкрита міська бібліотека для молоді, яка 1958 р. дістала назву «імені 40- річчя ВЛКСМ», тепер Львівська обласна бібліотека для юнацтва імені Романа Іваничука, що займає перший та другий поверх палацу. На третьому поверсі розташована Централізована бухгалтерія, а на четвертому – Управління освіти Галицького району Львівської міської ради. 

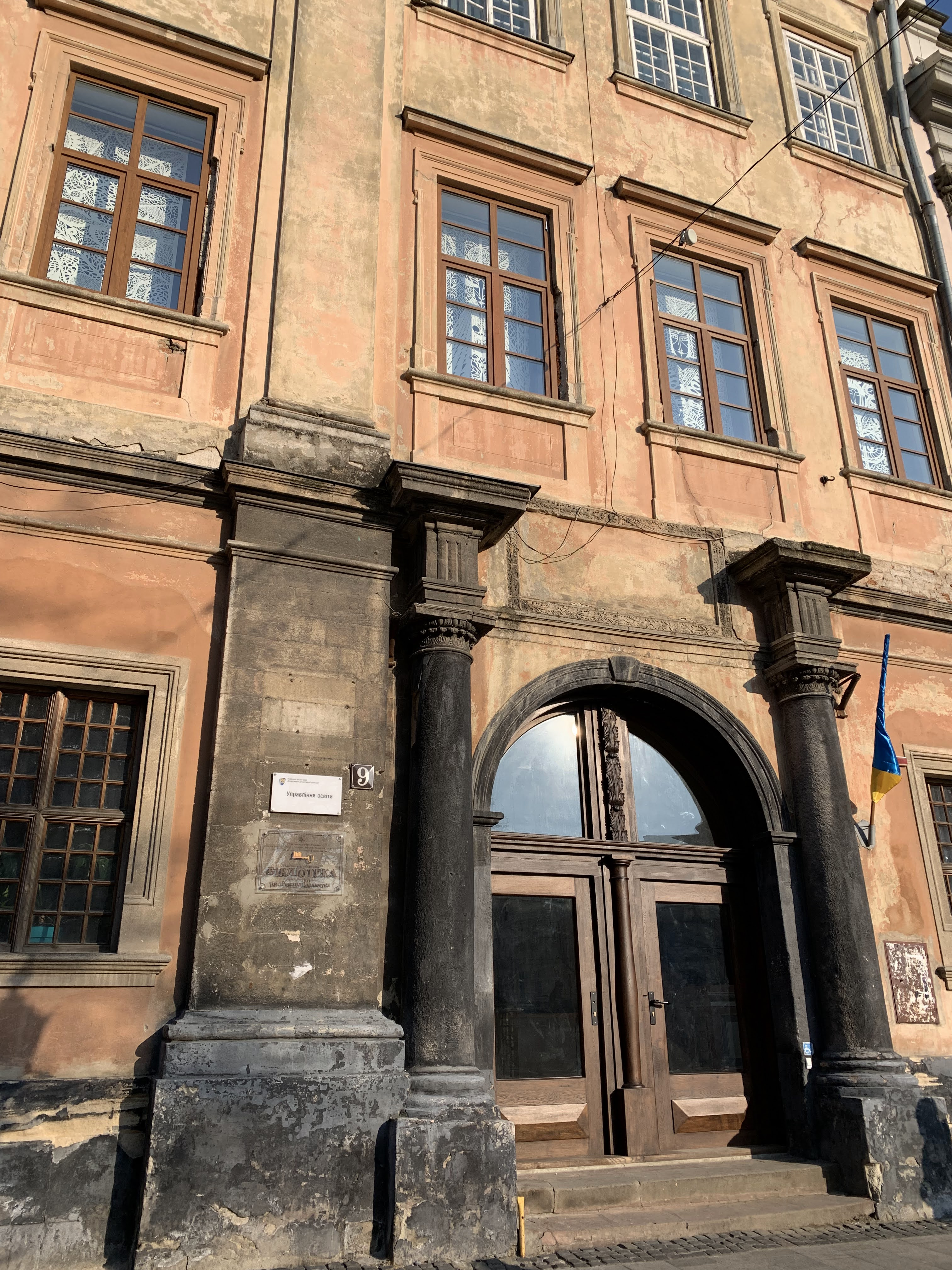
Реставрована брама кам'яниці

## Архітектура
Будинок цегляний, тинькований, прямокутний, видовжений в плані, чотириповерховий.
Займає дві ділянки і тому має широкий шестивіконний фасад з пласкими пілястрами і фігурними обрамленнями вікон.
Головний фасад має частково збережений архітектурний декор ХVІІ ст. На першому поверсі зберігся масивний портал XVII століття з двома декоративними коринфськими колонами. За доби СРСР була знищена пам'ятна таблиця порталу про смерть 1673 у будинку короля Михайла Корибут-Вишневецького.
Від колишнього архітектурного декору на фасаді залишився тільки портал з двома колонами, що підтримували мармурову таблицю з фундаційним написом. Незважаючи на значні перебудови протягом ХVІІ–ХІХ ст., будинок в основному зберіг своє первісне планування.

## Галерея

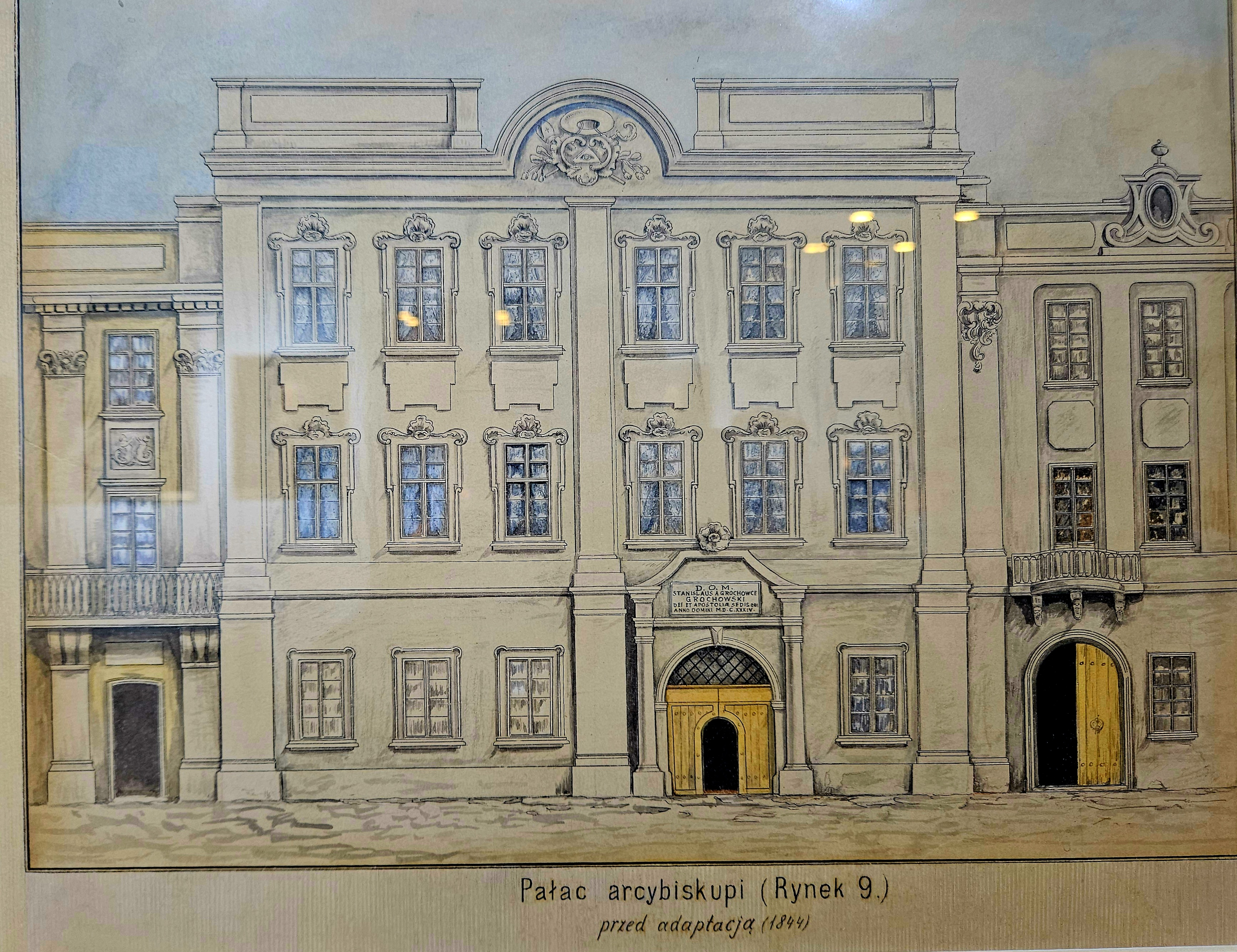
Палац архієпископів на малюнку
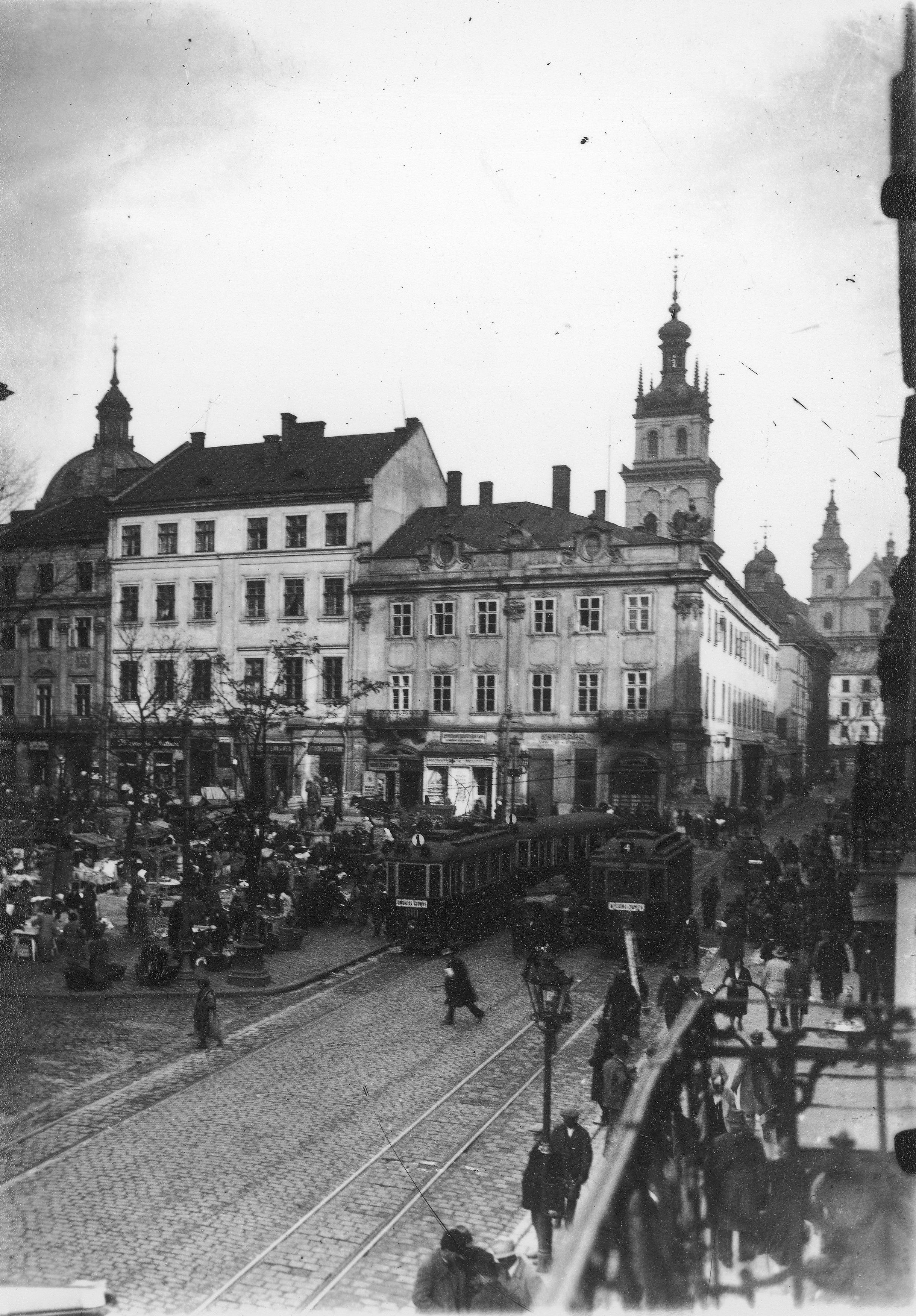
Вид на площу Ринок та палац
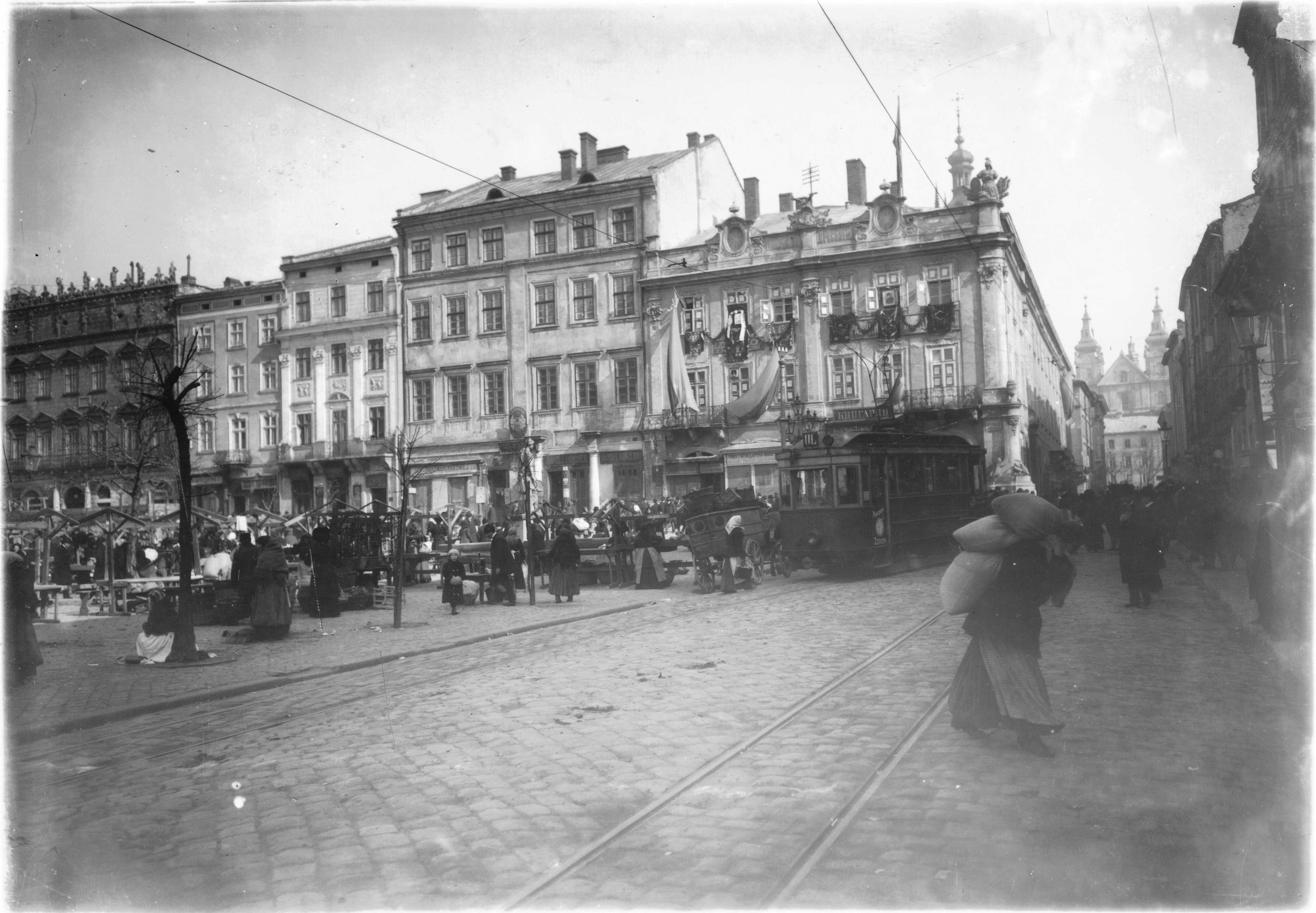
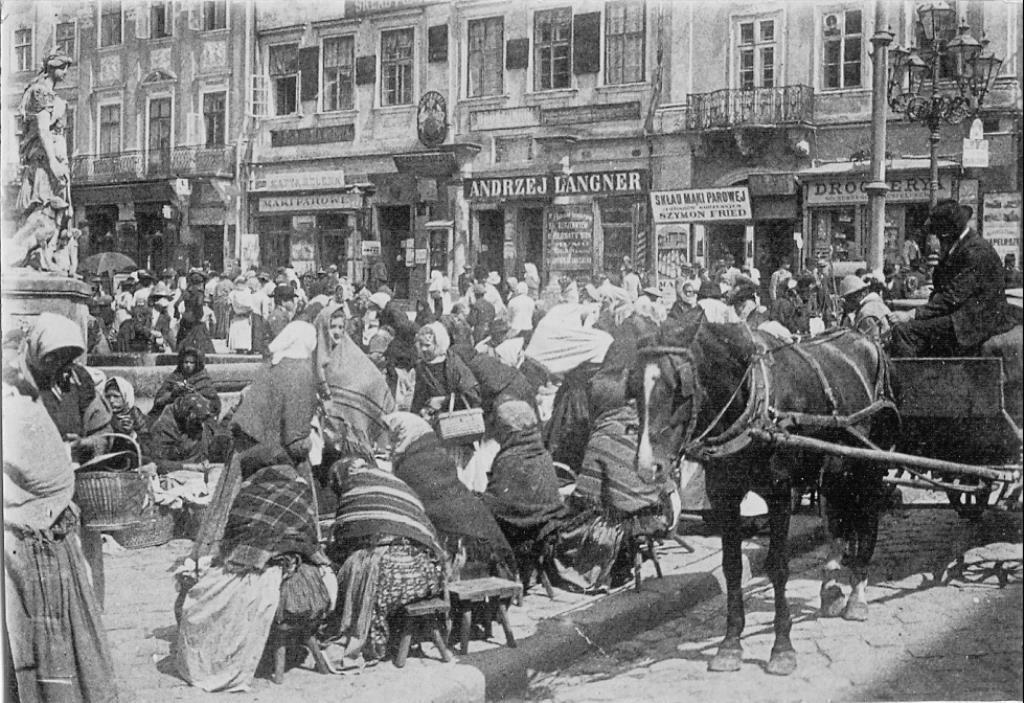
Вид на східну сторону площі Ринок, з частковим видом на фасад палацу
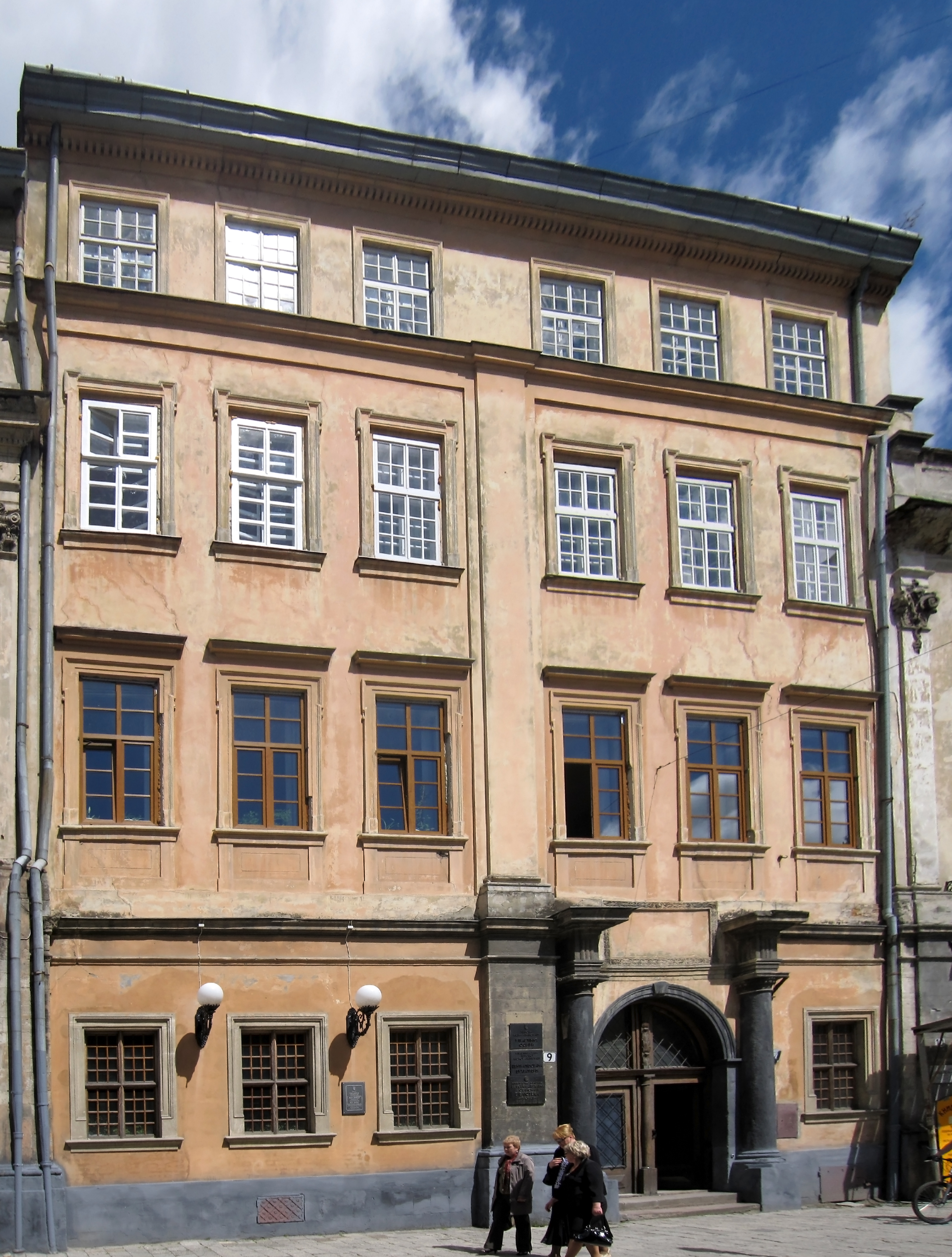
Фасад палацу
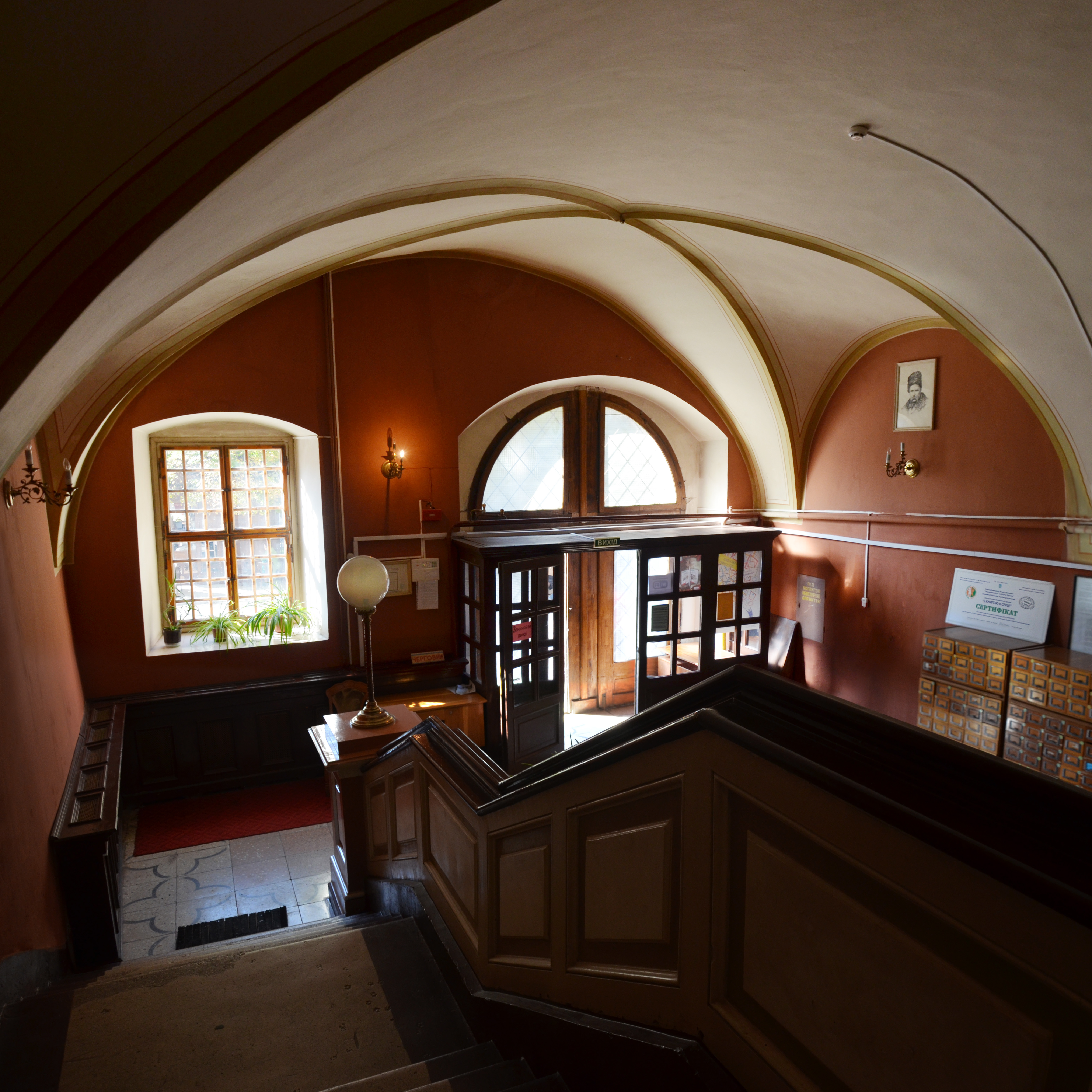
Інтер'єр першого поверху до ремонту у 2022 році
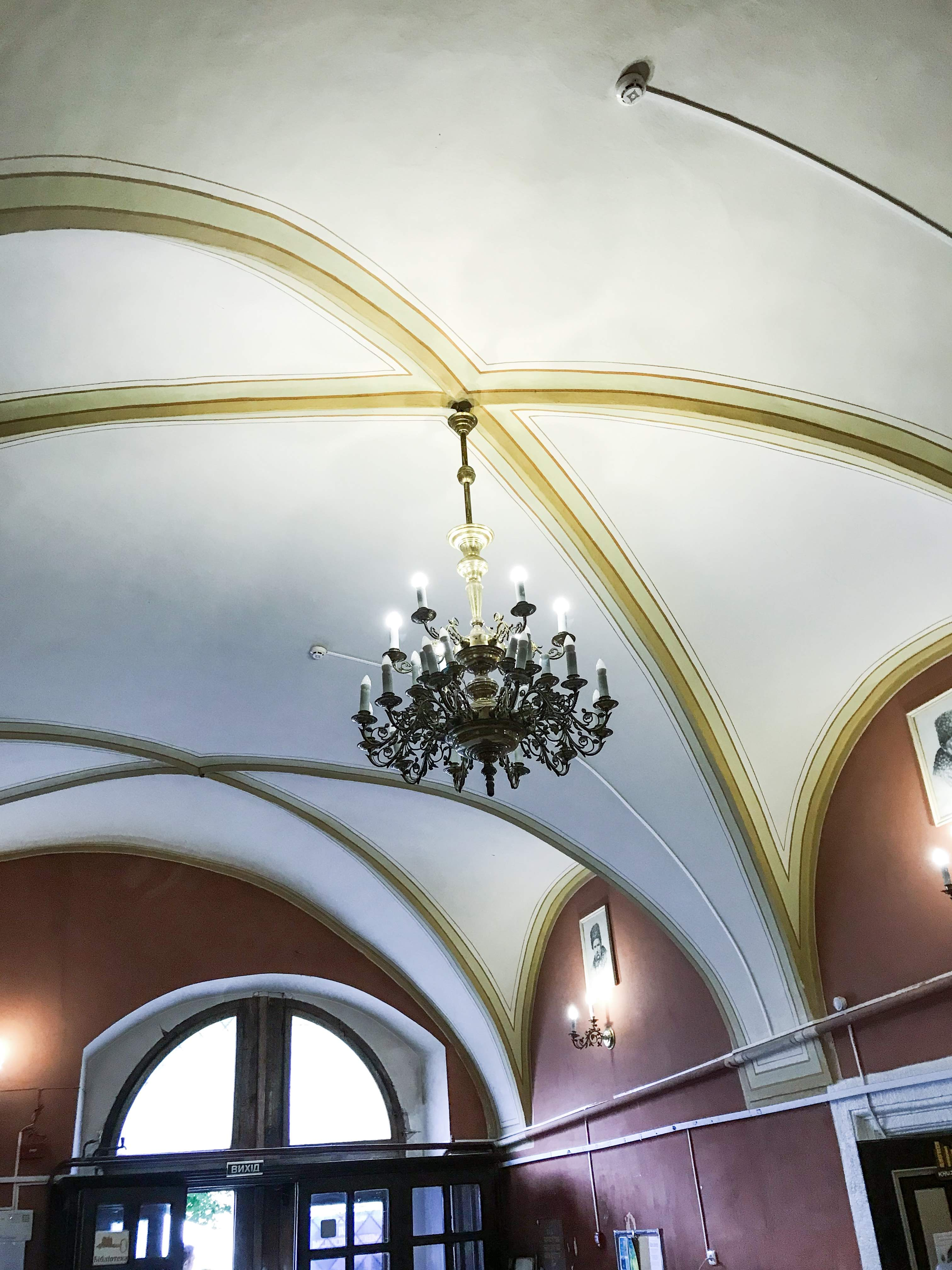
Склепіння першого поверху
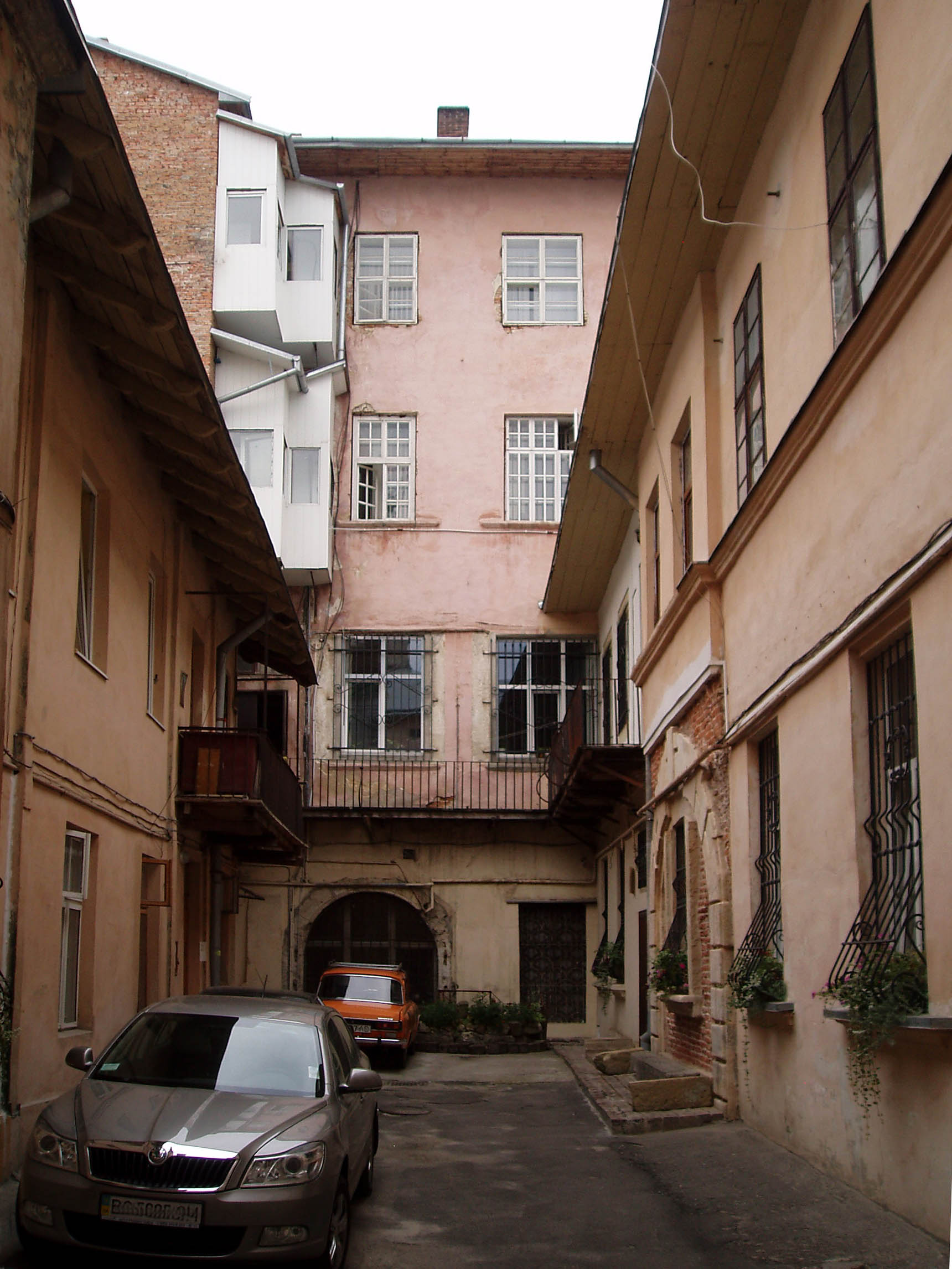
Тильна сторона будинку
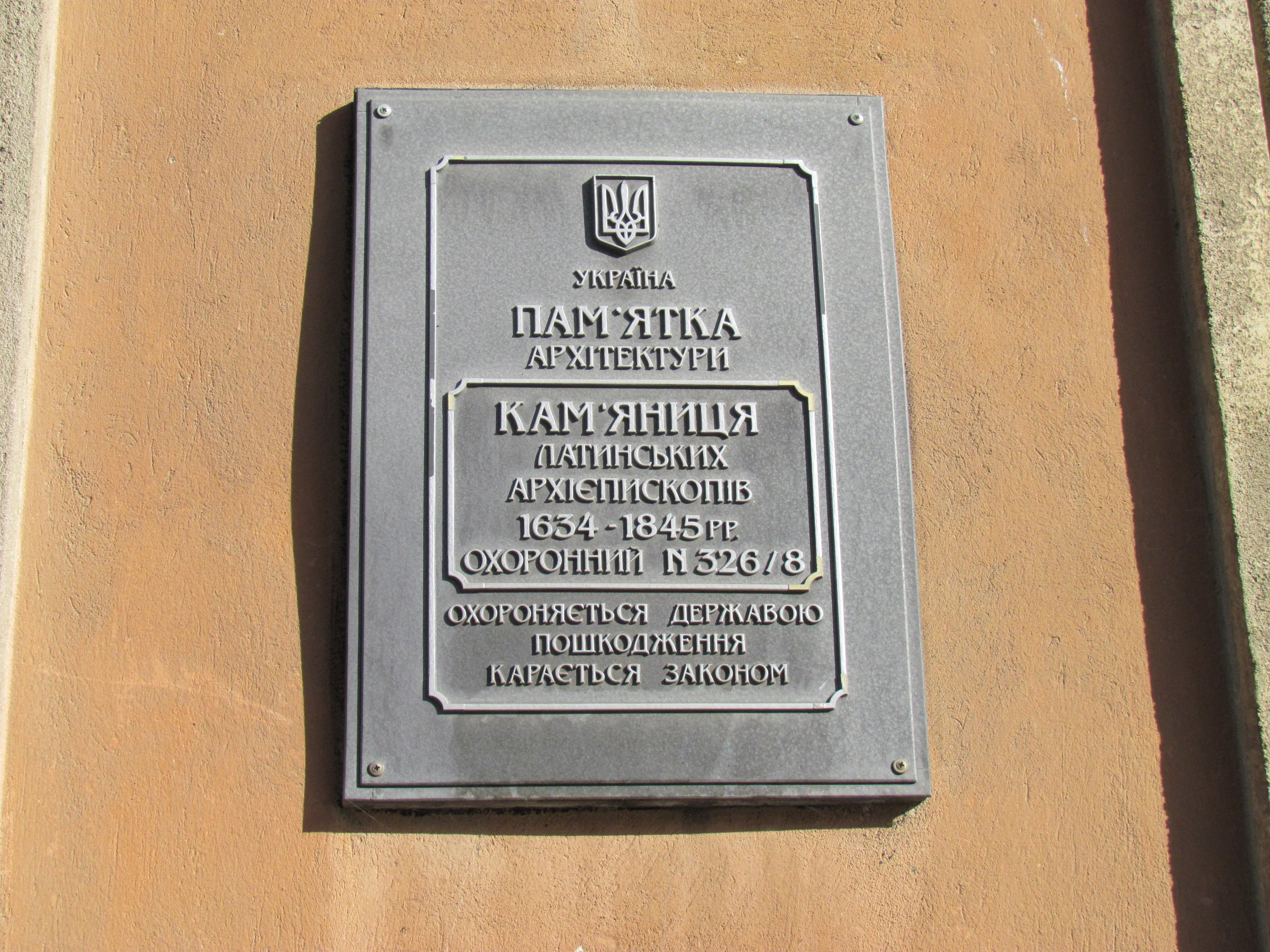
Охоронна таблиця будинку
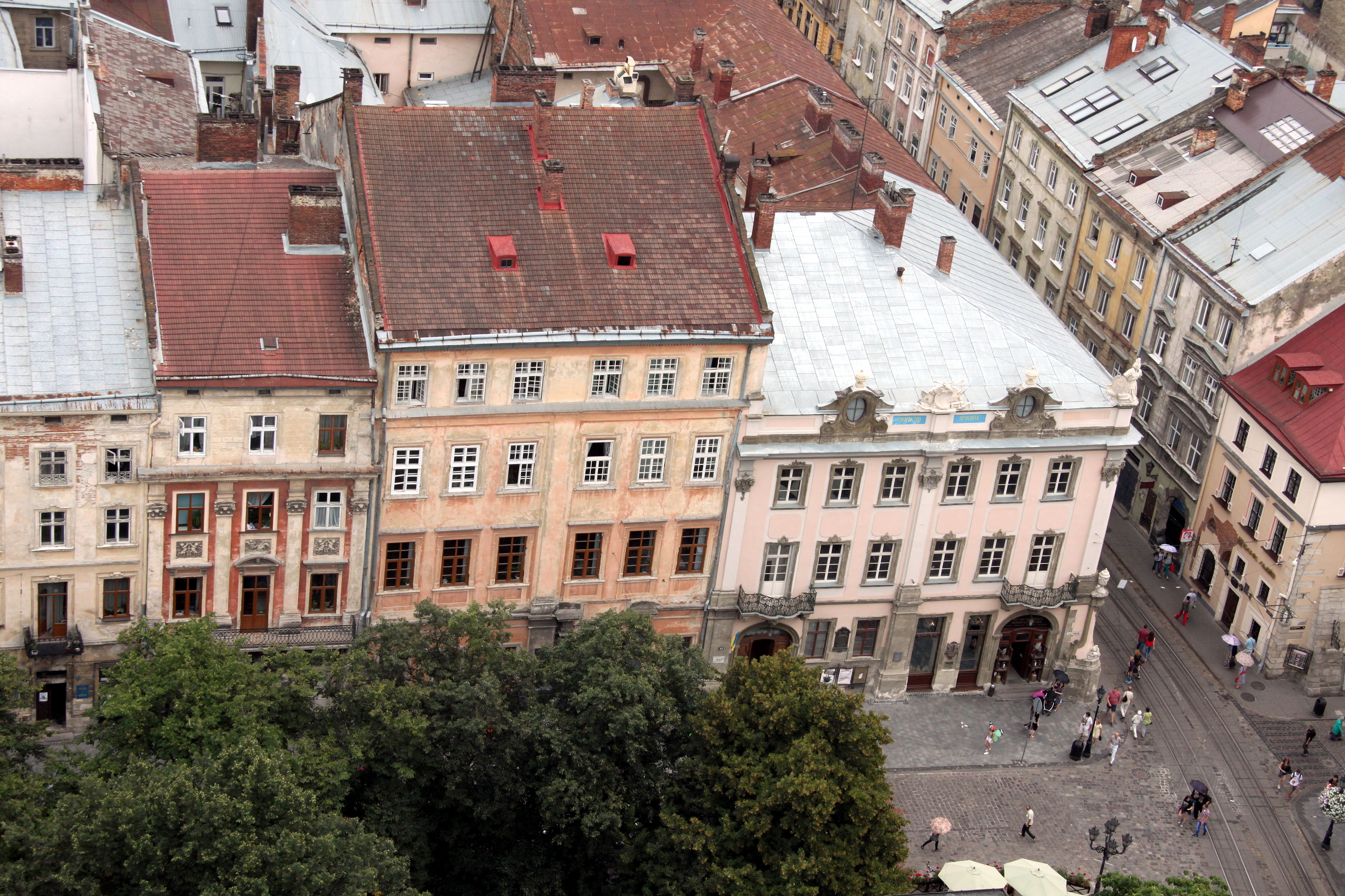
Вид з Ратуші